# Савелли, Фабрицио
Фабрицио Савелли (итал. Fabrizio Savelli; 14 июня 1607, Равенна, Папская область — 26 февраля 1659, Рим, Папская область) — итальянский куриальный кардинал. Племянник кардинала Джулио Савелли и дядя кардинала Паоло Савелли. Архиепископ Салерно с 15 сентября 1642 по 1 апреля 1658. Апостольский легат в Болонье с 15 января 1648 по 26 сентября 1651. Кардинал-священник с 7 октября 1647, с титулом церкви Сан-Джованни-а-Порта-Латина с 16 декабря 1647 по 26 февраля 1659.